# RIOK3
RIOK3 (англ. RIO kinase 3) – білок, який кодується однойменним геном, розташованим у людей на довгому плечі 18-ї хромосоми. Довжина поліпептидного ланцюга білка становить 519 амінокислот, а молекулярна маса — 59 093.
| 10         |  | 20         |  | 30         |  | 40         |  | 50         |
| ---------- |  | ---------- |  | ---------- |  | ---------- |  | ---------- |
| MDLVGVASPE |  | PGTAAAWGPS |  | KCPWAIPQNT |  | ISCSLADVMS |  | EQLAKELQLE |
| EEAAVFPEVA |  | VAEGPFITGE |  | NIDTSSDLML |  | AQMLQMEYDR |  | EYDAQLRREE |
| KKFNGDSKVS |  | ISFENYRKVH |  | PYEDSDSSED |  | EVDWQDTRDD |  | PYRPAKPVPT |
| PKKGFIGKGK |  | DITTKHDEVV |  | CGRKNTARME |  | NFAPEFQVGD |  | GIGMDLKLSN |
| HVFNALKQHA |  | YSEERRSARL |  | HEKKEHSTAE |  | KAVDPKTRLL |  | MYKMVNSGML |
| ETITGCISTG |  | KESVVFHAYG |  | GSMEDEKEDS |  | KVIPTECAIK |  | VFKTTLNEFK |
| NRDKYIKDDF |  | RFKDRFSKLN |  | PRKIIRMWAE |  | KEMHNLARMQ |  | RAGIPCPTVV |
| LLKKHILVMS |  | FIGHDQVPAP |  | KLKEVKLNSE |  | EMKEAYYQTL |  | HLMRQLYHEC |
| TLVHADLSEY |  | NMLWHAGKVW |  | LIDVSQSVEP |  | THPHGLEFLF |  | RDCRNVSQFF |
| QKGGVKEALS |  | ERELFNAVSG |  | LNITADNEAD |  | FLAEIEALEK |  | MNEDHVQKNG |
| RKAASFLKDD |  | GDPPLLYDE  |  |            |  |            |  |            |

A: Аланін

C: Цистеїн

D: Аспарагінова кислота

E: Глутамінова кислота

F: Фенілаланін

G: Гліцин

H: Гістидин

I: Ізолейцин

K: Лізин

L: Лейцин

M: Метіонін

N: Аспарагін

P: Пролін

Q: Глутамін

R: Аргінін

S: Серин

T: Треонін

V: Валін

W: Триптофан

Кодований геном білок за функціями належить до трансфераз, кіназ, серин/треонінових протеїнкіназ, фосфопротеїнів. 
Задіяний у таких біологічних процесах, як імунітет, вроджений імунітет, біогенез рибосом, противірусний захист, альтернативний сплайсинг. 
Білок має сайт для зв'язування з АТФ, нуклеотидами, іонами металів, іоном магнію. 
Локалізований у цитоплазмі.